# Lamottemys okuensis
Lamottemys okuensis es una especie de roedor de la familia Muridae.

## Distribución geográfica
Se encuentra sólo en el Camerún.

## hábitat
Su hábitat natural son: Clima tropical o Clima subtropical, montañas húmedas.

## Estado de conservación
Se encuentra amenazada de extinción por la pérdida de su hábitat natural.